# Padunia introflexa
Padunia introflexa is een schietmot uit de familie Glossosomatidae. De soort komt voor in het Palearctisch gebied.